# Kjósarhreppur
Kjósarhreppur (kiejtése: ˈcʰouːsar̥ˌr̥ehpʏr̥) önkormányzat Izland Nagy-Reykjavík régiójában.
A régió a lazachorgászok kedvelt célpontja.

## Fordítás
- Ez a szócikk részben vagy egészben  a   Kjósarhreppur című angol Wikipédia-szócikk ezen változatának fordításán alapul.  Az eredeti cikk szerkesztőit annak laptörténete sorolja fel. Ez a jelzés csupán a megfogalmazás eredetét és a szerzői jogokat jelzi, nem szolgál a cikkben szereplő információk forrásmegjelöléseként.